# Зайц, Кирилл Иванович
Кири́лл Ива́нович Зайц (латыш. Kirils Zaics, Карл Янович Закис, латыш. Kārlis Zaķis; 15 июля 1869, усадьба Яунамая, Рижский уезд, Лифляндская губерния, Российская империя — 22 октября 1948, Долинка, Карлаг, Казахская ССР) — член Поместного собора Православной российской церкви (1917—1918), протопресвитер Рижской епархии Русской православной церкви, клирик Латвийской православной церкви, педагог, иконописец, редактор и церковный публицист, руководитель Псковской миссии, узник ГУЛАГа.

## Биография
Родился в латышской крестьянской семье.
Окончил Рижскую ДС в 1891 году и Высшие миссионерские курсы в Санкт-Петербурге в 1900 году.
С 1896 года иерей в Успенском храме в имении Боловск Люцинского уезда Витебской губернии.
С 1897 года настоятель Ильинского храма в селе Липно.
С 1899 года настоятель Ержепольского храма Покрова Пресвятой Богородицы в городе Виляка, в 1902 года организовал в деревне Эржеполе Свято-Покровское православное братство с церковным хором, провел ремонтные работы в храме, писал иконы для иконостаса и открыл церковно-приходскую школу.
С 1911 года член Витебского комитета Православного миссионерского общества, противокатолический и противосектантский миссионер Полоцко-Витебской епархии в Двинске (Даугавпилсе), член Витебского Владимирского братства, законоучитель в Банковской церковно-приходской школе Люцинского уезда, а также в витебских женской гимназии с 1913 года и епархиальном женском училище с 1916 года.
В 1917 году возведён в сан протоиерея, старший товарищ председателя Полоцкого епархиального съезда духовенства, церковных старост и мирян, член Поместного собора Православной российской церкви, избранный от духовенства Полоцкой епархии, участвовал во всех трёх сессиях, член II, III, V, VII, IX, XI, XIX отделов.
С сентября 1918 года настоятель храмов в с. Рыболы, Кожаны и Пухлы в Подляшье (Польша).
С 1 января 1921 года настоятель Покровского кафедрального собора в Гродно (Польша, сейчас Беларусь).
С 1922 года священник и с 1929 года настоятель кафедрального собора Рождества Христова в Риге.
С 1923 года член Синода Латвийской православной церкви, начальник миссионерчкого стола.
В 1923—1934 годах — редактор журнала «Ticība un Dzīve» («Вера и жизнь»).
В 1924 году награждён митрой. Автор части иконостаса для храма Рождества Пресвятой Богородицы в селе Шкилбены .
С 1926 года преподаватель литургики, практического богословия и сектоведение в Рижской духовной семинарии (с 1936 г. Православный богословский институт).
С 1928 года учредитель, член совета и участник съездов Русского православного студенческого единения.
В 1933 году в связи с крупную недостачу в храмовой кассе отправлен за штат и осуждён на 8 месяцев условно, оправдан по апелляции судебной палатой.
В 1936 году из-за неприятия автономии Латвийской православной церкви в Константинопольской юрисдикции и как сторонник единства с Московским Патриархатом запрещён в священнослужении митрополитом Августином (Петерсоном). Занялся сельскохозяйственным трудом на своём хуторе Яунземе Бебринской волости Рижского уезда (ныне Кокнесский край).
В 1940 году, с включением Латвии в состав СССР и назначением в Прибалтику митрополита Сергия (Воскресенского), вернулся на должность настоятеля Рижского кафедрального Христорождественского собора.
С декабря 1941 года начальник Внешней (Псковской) православной миссии, настоятель Свято-Троицкого собора в Пскове. Способствовал восстановлению церковной жизни в Новгородской, Псковской и Ленинградской обл., где за год открылось 220 храмов и более 80 церковно-приходских школ.
В 1943 году возведен в сан протопресвитера. Организовал помощь советским военнопленным и сбор сведений о гонениях на Церковь в СССР, подготовил списки погубленных священников. Преподавал сектоведение на Православных богословских курсах в Вильно.
С февраля 1944 года в 1944 г. начальник Внутренней православной духовной миссии в Латвии и Литве, служил в Петропавловском храме города Шауляй.
18 августа 1944 года арестован НКВД, признал свою вину и активно сотрудничал со следствием.
12−15 января 1945 года Военным трибуналом войск НКВД Ленинградского военного округа «измену Родине» приговорен к 20 годам лишения свободы в исправительно-трудовых лагерях без права обжалования и осуждён по статье 58-1 а и 58-2 с поражением в правах ещё на пять лет и с полной конфискацией имущества.
25 августа 1945 года прибыл в Карагандинский лагерь.
28 октября 1948 года скончался от сердечной недостаточности в сельскохозяйственной колонии Карагандинских лагерей, похоронен на «Мамочкином» кладбище в пос. Долинка Казахской ССР.
8 августа 1956 года приговор отменён. В 1997 году реабилитирован.